# Ingo Taubhorn
Ingo Taubhorn (* 18. November 1957 in Dortmund) ist ein Fotograf und Kurator.

## Leben und Werk
Ingo Taubhorn wurde 1957 als Sohn von Helmut und Margret Taubhorn in Dortmund geboren.
Bis 1977 besuchte Taubhorn das Gymnasium in Dortmund, gefolgt von einem Praktikum an den Städtischen Bühnen Dortmund im Bereich Schauspiel und Dramaturgie. Eine Orientierungs- und Experimentierphase mit Theaterarbeit, erfolglosen Versuchen bei Aufnahmeprüfungen in Schauspiel und Schauspielregie, führte 1980 zum Beginn eines Studiums an der FH Dortmund im Fach Film. Seit 1982 interessierte sich Taubhorn mehr für die Fotografie und hat dort 1985 mit Diplom abgeschlossen.
Von Anfang an hat Taubhorn neben seiner eigenen Kunst auch die Fotografie insgesamt sehr stark reflektiert. Die wissenschaftliche Auseinandersetzung mündete in die zunächst freiberufliche Tätigkeit als Kurator.
1994 wurde Ingo Taubhorn als Mitglied in die Deutsche Gesellschaft für Photographie (DGPh) berufen. Seit 2003 arbeitet er für das Haus der Photographie - Deichtorhallen in Hamburg, seit 2006 als Kurator.
Taubhorns künstlerische Arbeit kreist um die Themenkomplexe Homosexualität, Familie und das Altern. Dabei ist es Taubhorn wichtig, wie z. B. in „Mensch Mann“ nicht nur über die Kamera mit dem Modell zu kommunizieren, sondern auch in Form direkter Ansprache. Zudem arbeitet er auch mit dem Medium Film. So hat er die Regieassistenz in Rosa von Praunheims Film Der Einstein des Sex (1999) übernommen; entstanden sind aber auch eine ganze Reihe eigener Videoarbeiten.
Taubhorn ist Mitglied der Jury für den Vonovia Award für Fotografie.

## Auszeichnungen
- 1984 Kodak Nachwuchs Förderpreis
- 1986 Kodak Nachwuchs Förderpreis
- 1987 Kodak-Fotobuchpreis für Mensch Mann
- 1995 Stipendium der Senatsverwaltung für Kultur in Berlin
- 2003 Medienpreis: „Unterbrochene Karrieren“, der Deutschen AIDS-Stiftung

## Ausstellungen (Auswahl)
- 1987 „Endlich in Berlin“, fotogalerie im wedding, Berlin
- 1987 „Mensch Mann“, Freie Universität Amsterdam
- 1992 „Stars Forever“, One-Night-Show, Quartier, Berlin
- 1993 „Ingo Taubhorn, Wolf von Waldow“, Galerie ra, Amsterdam
- 1993 „Ingo Taubhorn, Roland Poppensieker - Hand in Hand - Das Album 1983-1993“, Schwules Museum, Berlin
- 1998 „Die Macht des Alters - Strategien der Meisterschaft“ im Kronprinzenpalais/Deutsches Historisches Museum Berlin
- 1999 „VaterMutterIch“, Schwules Museum, Berlin
- 2002 „VaterMutterIch - work in progress“, Museum für Kunst und Gewerbe Hamburg
- 2004 Pixel Grain Galerie, Berlin / „Ingo Taubhorn - Intervention XIII“, KioskShop, Berlin

## Publikationen
- Gabriele Boll, Ingo Taubhorn: Zum Beispiel Fotografie, Buch und Kunst GmbH im Museum, Dortmund 1986
- Ingo Taubhorn: Mensch Mann. Bildnisse, Gespräche, Edition Stemmle, Schaffhausen 1986, ISBN 3-7231-0351-0
- Ingo Taubhorn: Langeweile in New York City, in: Gehrke, Claudia und Schmidt, Uve (Hrsg.)Mein heimliches Auge. Das Jahrbuch der Erotik, Konkursbuchverlag, Tübingen 1995 ISBN 3-88769-100-8
- Ingo Taubhorn (Hrsg.): The Heartbeat of Fashion. Werke aus der Sammlung F. C. Gundlach 1, Christof Kerber Verlag, Bielefeld 2006, ISBN 3-86678-000-1
- Ingo Taubhorn (Fot.), Ulrich Domröse (Hrsg.): Blicke und Begehren - Der Fotograf Herbert Tobias (1924–1982), Steidl Verlag, Göttingen 2008, ISBN 3-86521-605-6